# Jean-Marc Leclercq
Jean-Marc Leclercq (znany również jako JoMo, ur. 10 października 1961) – francuski piosenkarz i esperantysta pochodzący z Tuluzy, współzałożyciel zespołu muzycznego Libercanoj (od 1996) i członek zespołu Matrjoschka. Niegdyś śpiewał w grupie Les Rosemary's Babies, z którą wydał dwie płyty CD przy współpracy z francuską wytwórnią muzyczną Boucherie et Willins Production. W 2000 podczas Kongresu Esperantystów w Letchworth zdobył rekord Guinnessa za zaśpiewanie rockowych oraz tradycyjnych piosenek w ponad 22 językach. Śpiewa głównie po francusku, hiszpańsku i w esperanto.
W 1988 roku został esperantystą.

## Wybrana dyskografia
- JoMo kaj Liberecanoj (1996[2])
- JoMo Friponas! (2001[2])
- JoMo Slavumas! (2006[4])
- JoMo Okcitanas! (2016[5])